# Lemmier Kapelle

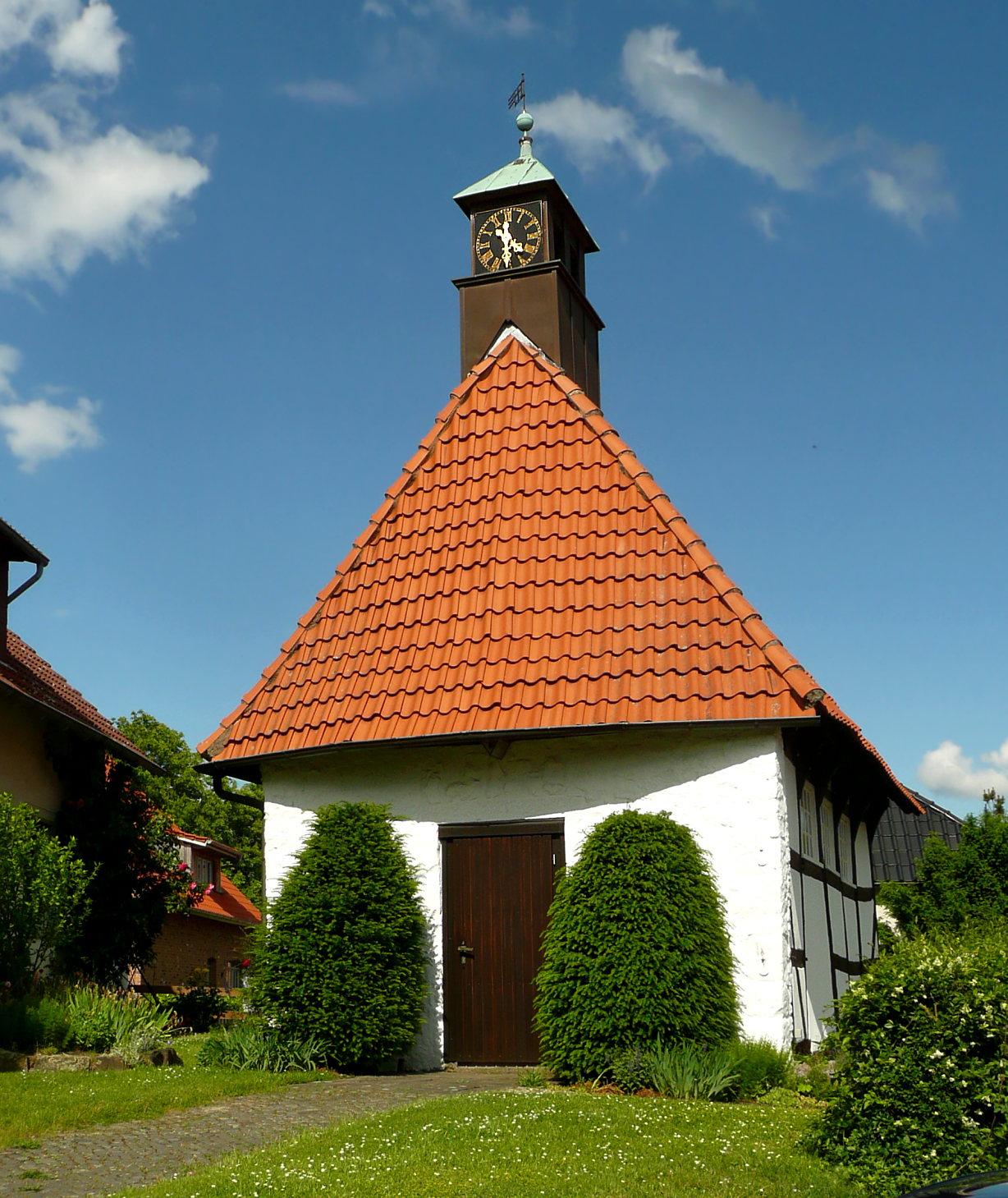
Die Lemmier Kapelle

Die Lemmier Kapelle ist die Kapelle der Kapellengemeinde Lemmie. Die denkmalgeschützte Kapelle gehört zur Margarethenkirchengemeinde in Gehrden im Kirchenkreis Ronnenberg im Sprengel Hannover der Landeskirche Hannovers.

## Geschichte

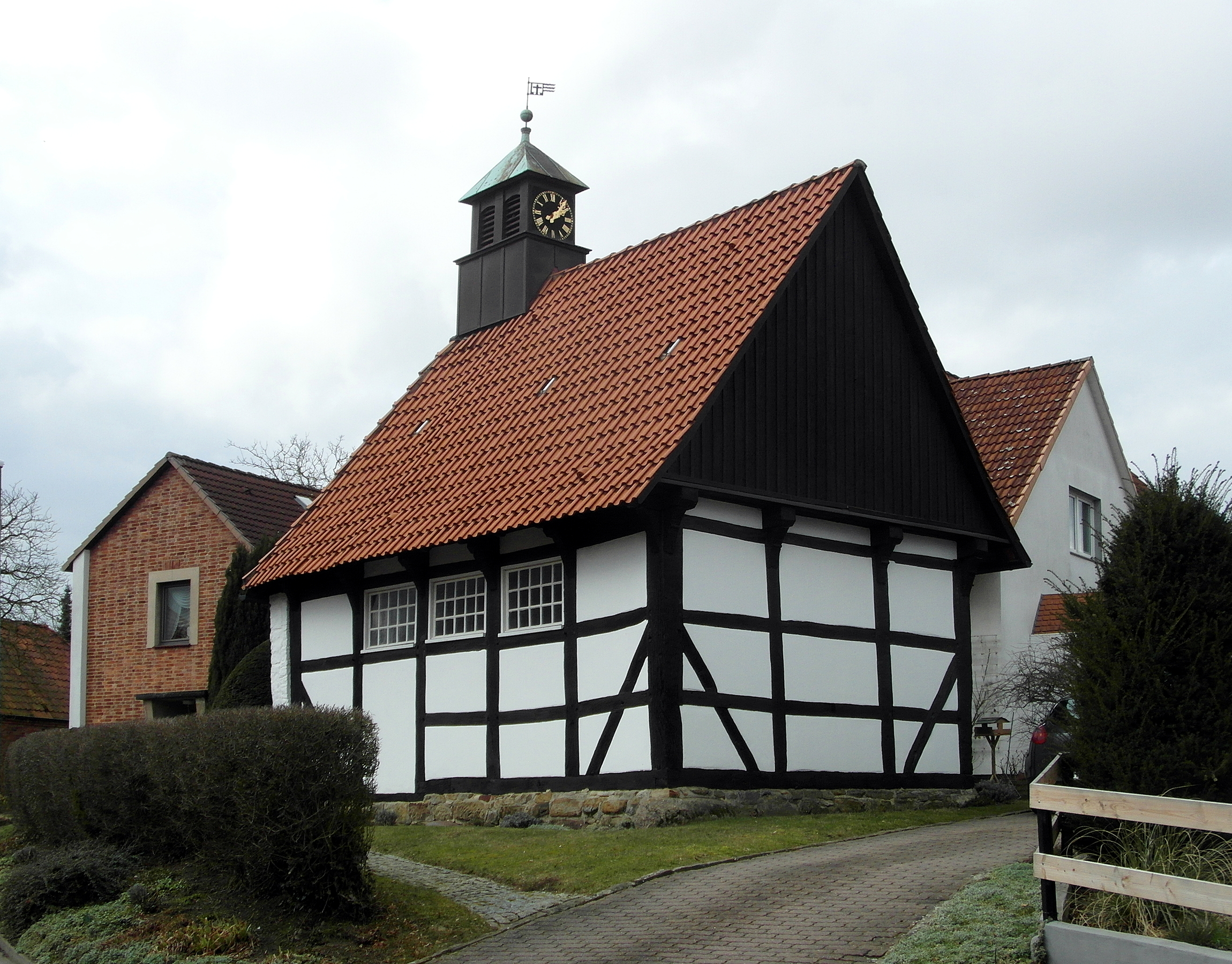
Rückansicht

Das Baujahr der Kapelle ist unbekannt, die älteste bekannte urkundliche Erwähnung stammt aus dem Jahr 1681, es gab jedoch schon ab 1588 Visitationen einer Kapelle in Lemmie. Das Kirchenbuch weist eine Reparatur der ledernen Glockenaufhängung aus dem Jahre 1596 nach, es muss also schon damals eine Glocke gegeben haben.
Die Kapelle ist ein Fachwerkbau. Als er sich nach Westen neigte, wurde eine Westwand aus Bruchsteinmauerwerk vorgesetzt. In den Jahren 1881 und 1935 fanden Modernisierungen oder Renovierungen statt.
Am 18. Oktober 1943 wurde die Rückwand der Kapelle infolge eines Bombenabwurfs zerstört. Es gab Überlegungen, die Kapelle abzureißen und durch eine moderne und größere zu ersetzen. Sie wurde dann aber wiederhergestellt und 1953 mit elektrischer Heizung und Beleuchtung modernisiert. Nach einer weiteren Renovierung wurde die Kapelle am 17. Dezember 1966 eingeweiht. Die Außentür wurde im Jahr 1982 erneuert.
Seit dem Jahr 1840 gab es eine Turmuhr. Bei der Gebäuderenovierung 1935 wurde sie in den Dachreiter eingebaut. Das Uhrwerk wurde 1937 durch ein neues ersetzt. Die Uhr mit zwei Zifferblättern ging zuletzt notorisch ungenau. 2003 wurde sie durch eine  funkgesteuerte elektronische Uhr ersetzt, auch neue Zifferblätter wurden angefertigt. Das alte Uhrwerk mit den alten Zifferblättern wird im Stadtmuseum Gehrden gezeigt.

## Ausstattung
Im vorderen Teil der Kapelle befindet sich ein kleiner Altar. Der Altaraufsatz wurde 1468 in Holtensen durch Dietrich Miersheber fertiggestellt und kam beim Umbau der Holtenser Kirche  im Jahr 1887 als Leihgabe nach Lemmie.
In der Kapelle finden sich fünf Bankreihen mit je zwei Bänken, auf denen maximal fünf Personen Platz nehmen können.
Im hinteren Teil der Kapelle, links neben dem Eingang, befindet sich die Orgel.

## Glocke

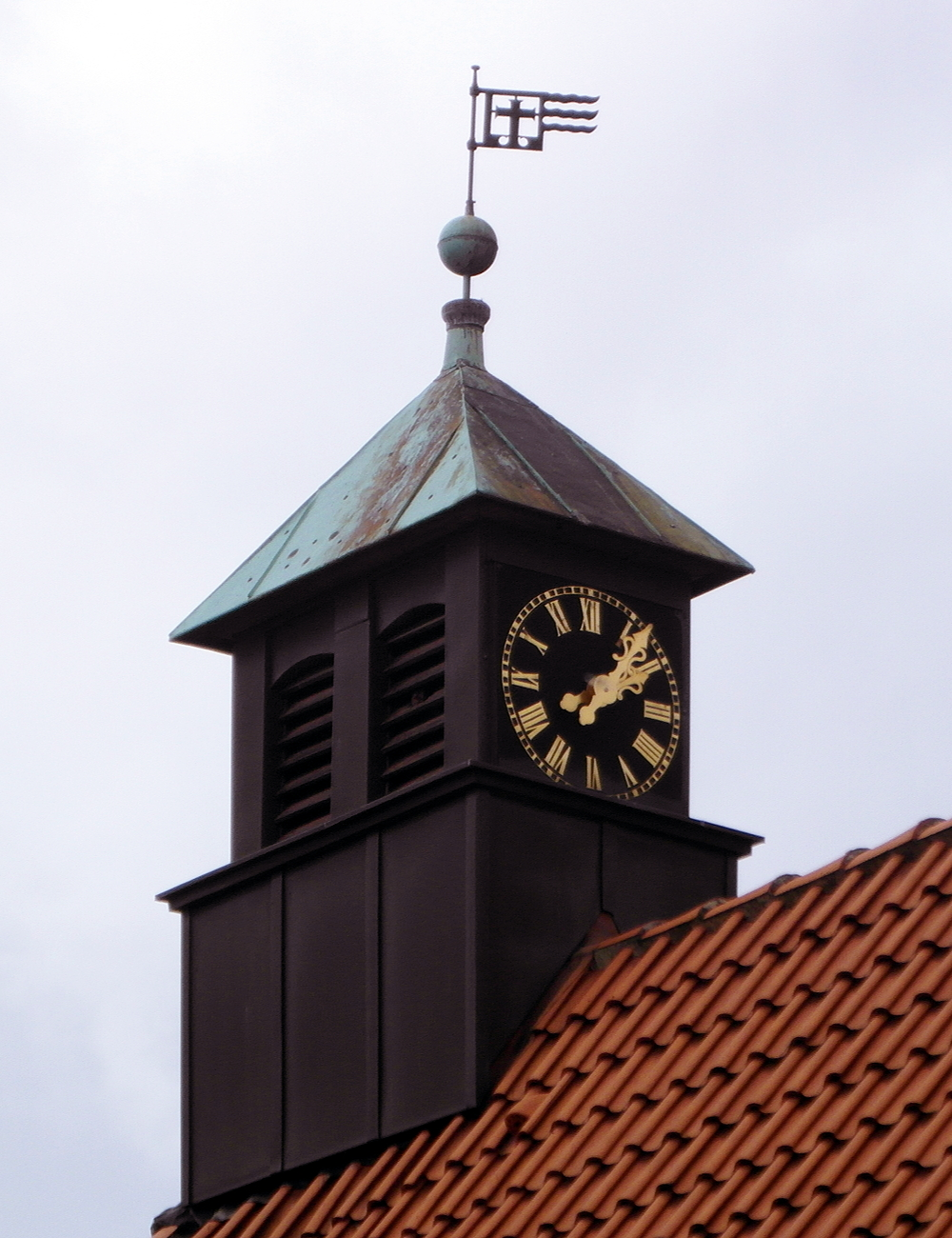
Dachreiter mit Turmuhr

Die Glocke wurde 1652 von Ludolph Siegfried in Hannover gegossen. Bis 1964 wurde diese dreimal täglich von Hand geläutet: zur Mette, zum Mittag und am Abend. Seit 1964 wird die Glocke über eine elektrische Anlage betrieben. Die 2003 im Glockenschweißwerk Lachenmeyer in Nördlingen ausgebesserte Glocke läutet um 12 und 18 Uhr sowie zu Gottesdiensten und anderen Anlässen.

## Orgel
Bis 1973 stand in der Gemeinde ein Harmonium für die musikalische Begleitung im Gottesdienst. Es war 1934 von Lemmier Bürgern gestiftet worden.
1973 wurde eine von der Firma Eule in Bautzen gebaute Orgel mit einem Manual und drei Registern eingeweiht.

## Belege
1. 1 2 3  
Historischer Verein Lemmie e.V.: Lemmie Evangelische Kapelle. Stadt Gehrden, abgerufen am 17. Februar 2017.
2. 1 2  Geschichte der Kapelle. Historischer Verein Lemmie e.V., archiviert vom Original (nicht mehr online verfügbar) am 7. März 2017; abgerufen am 17. Februar 2017.
3. 1 2  Die Kapellenuhr. Historischer Verein Lemmie e.V., archiviert vom Original (nicht mehr online verfügbar) am 7. März 2017; abgerufen am 17. Februar 2017.
4. ↑  
Gottfried Piper: Gehrden und die Musik. (pdf; 56 MB) 1994, S. 6, abgerufen am 17. Februar 2017.
5. ↑  Die Glocke. Historischer Verein Lemmie e.V., archiviert vom Original (nicht mehr online verfügbar) am 7. März 2017; abgerufen am 17. Februar 2017.
6. ↑  Hermann Fehlie: Auszug aus der Geschichte des Dorfes Lemmie. Historischer Verein Lemmie e.V., archiviert vom Original (nicht mehr online verfügbar) am 17. Februar 2017; abgerufen am 17. Februar 2017.
7. ↑  
Gottfried Piper: Gehrden und die Musik. (pdf; 56 MB) 1994, S. 17, abgerufen am 17. Februar 2017.

Koordinaten: 52° 17′ 21,1″ N, 9° 36′ 25,9″ O